# Trenne byar
Trenne byar (arrangerat 1994) var ett svenskt lajv med omkring 1100 deltagare.

## Betydelse
Trenne byar anses i många avseenden vara en milstolpe inom svenskt lajvande. Projektet Trenne byar uppmärksammades i media, bland annat lokaltidningar, Dagens Nyheter, Månadsjournalen och tv. Den spelvärld som skapades för lajvet återanvändes senare av en annan arrangörsgrupp under lajvet Nyteg.

## Arrangörer
Trenne byar arrangerades av Ett Glas, en arrangörsgrupp bestående av Aigars Grins, Gabriel Walldén, Christian Angerbjörn, Alexander Graff, Christopher Sandberg, Gabriel Sandberg, Joakim Skog samt sedermera även Martin Ericsson. Naturligtvis bidrog även ett stort antal frivilliga. Ett Glas tillhörde den språkliga falang under 1990-talets början insisterade på att ej försvenska ordet lajv, de valde att skriva den engelska varianten live och detta i realgenus, alltså de sa "en live". Den registrerade förening som användes för arrangemanget hette Stockholms Fria Livesällskap, eller SFL. Arrangemanget varade mellan 1992 och 1994.

## Spelvärlden
Trenne byar utspelades i uppdiktad värld. Platsen var landskapet Hed, i kungariket Duvrike, under en festlighet kallad Sensommarvården. Unikt för lajvet var att det utspelade sig omkring tre centrala bosättningar, istället för en som var det normala på svenska lajv vid den här tiden; klostret Svalvid, byn Arnros och köpingen Vidhamn.
För att simulera att läskunnighet inte var något allmänt för befolkningen skapade arrangörerna även ett eget alfabet, kallat dulin. Dulin är ett maskerat latinskt alfabet utformat så att det är lätt att lära sig läsa och skriva mer eller mindre obehindrat, men för ett otränat öga kommer man inte automatiskt att se vad som står på skyltar och dylikt. Dessutom har en estetiskt tilltalade form som påminner om sanskrit. Dulin fanns i flera skärningar, närmare bestämt normalskrift för vardagsbruk, vattenfallskrift vars långa staplar krävde mycket bläck och användes för högtidliga dokument, och slutligen stormskrift som närmast kan liknas vid arabesker, och var alltså en dekorativ skriftform.
Förutom dulin skapades flera andra språk. För de som skulle spela svartblod konstruerades svartiska, löst baserat på J.R.R. Tolkiens svarta språket. Detta språk har sedan utvecklats och byggts på av andra svartblodslajvare och betraktas som standard idag. För de som skulle spela alver fanns språket Thuaveon, som var helt nykonstruerat med ett omfattande ordförråd och en fullständig grammatik. Ordförrådet var för pedagogikens skull baserat på de stora europeiska språkens mer vanligt förekommande ord. Thuaveon hade även sin egen runrad, vilken fungerade enligt samma principer som dulin men skrevs lodrätt istället för vågrätt. Därutöver fanns även en runrad framtagen för dvärgspråken.
Inför detta lajv formgavs den svenska offlajv-symbolen offlajvrunan, vilken har använts på i stort sett alla svenska lajv sedan dess. Även en sjukvårdsruna framtogs men var mindre originell, endast ett kors i en cirkel.
Ytterligare något som var unikt för Trenne byar var den mängd av slagna mynt som användes. Det fanns ett större tennstycke och ett mindre kopparstycke, båda dubbelsidiga. De var även utformade så att de skulle kunna kapas för att få halvstycken. Stamparna graverades professionellt och omkring 18 000 mynt var i omlopp.
Gabriel Sandberg var illustratör i Ett Glas. Han tog fram och tecknade dulin, alvsiskan, dvärgskriften, offlajvrunan och mynten.